# 1921 في ألمانيا
فيما يلي قوائم الأحداث التي وقعت خلال عام 1921 في ألمانيا.

## سياسة

### تعيين في المنصب
- 10 مايو – يوزيف فيرت مستشار ألمانيا.

### انتهاء فترة المنصب
- 4 مايو – قسطنطين فيرينباخ مستشار ألمانيا.

## مواليد

### يناير
- 1 يناير – أوليفر هاسنكامب[1]
- 6 يناير – فولفغانغ لوتز جندي إسرائيلي.
- 20 يناير – أوسكار مولر ممثل ألماني.[2]

### فبراير
- 5 فبراير – كين آدم[3]
- 10 فبراير – مارجاريته هانسمان مؤلفة ألمانية.[4]

### مارس
- 22 مارس – إيلزه كليبرجر كاتبة ألمانية.
- 25 مارس – سيمون سينوريت
- 28 مارس – هيرشل غرينزبان[5]

### أبريل
- 9 أبريل – ألفريد بيسلير لاعب كرة قدم ألماني.[6]
- 9 أبريل – يوجين ميرتسباخر فيزيائي من الولايات المتحدة الأمريكية.[7]
- 24 أبريل – هاينز كروغيل
- 26 أبريل – كلاوس جيجر فيزيائي ألماني.[8]

### مايو
- 9 مايو – صوفي شول[9]
- 11 مايو – هايدغارد هام بروشر سياسية ألمانية.[10]
- 12 مايو – جوزيف بويس
- 14 مايو – كارولا ليبنج مؤلفة ألمانية.
- 19 مايو – تشارلز بلوخ مؤرخ فرنسي.[11]
- 20 مايو – فولفجانج بورشرت كاتب مسرحي ألماني، وكاتب قصص قصيرة.[12]
- 25 مايو – جاك شتاينبرجر فيزيائي سويسري.[13]

### يونيو
- 15 يونيو – هاينز كامينسكي عالم فلك ألماني.[14]
- 16 يونيو – ريتشارد برينكمان[15]

### يوليو
- 12 يوليو – بيتر إيدل كاتب ومؤلف ألماني.

### سبتمبر
- 16 سبتمبر – أورسولا فرانكلين أورسولا فرانكلين ولدت في السادس عشر من شهر سبتمبر عام 1921.[16]

### أكتوبر
- 9 أكتوبر – استير هرليتز دبلوماسية إسرائيلية.[17]
- 21 أكتوبر – إنغريد فان هوتين-جرونفيلد عالمة فلك هولندية.
- 28 أكتوبر – فريدريك ماير

### نوفمبر
- 5 نوفمبر – كورت أدولف

### ديسمبر
- 3 ديسمبر – جيرد هوبر
- 4 ديسمبر – بول شيفر[18]
- 21 ديسمبر – بول فولك متزلج فني ألماني.[19]
- 21 ديسمبر – غونتر بيكم سائق فورمولا 1 ألماني.

## وفيات

### يناير
- 1 يناير – سيبولد (مواليد 1859)
- 2 يناير – تيوبالت فون بتمان هولفيغ (مواليد 1856)[20]

### مارس
- 1 مارس – أدلبرت ريكن (مواليد 1851)
- 30 مارس – فرانتس بينك (مواليد 1841) مصور ألماني.

### أبريل
- 7 أبريل – لورنز أدلون (مواليد 1849) صاحب مطعم ألماني.[21]

### يوليو
- 16 يوليو – فريتز وولف (مواليد 1847) مهندس معماري ألماني.[22]
- 20 ديسمبر – يوليوس ريتشارد بتري (مواليد 1852)[23][23]

### أغسطس
- 11 أغسطس – إيميل كنوفيناغل (مواليد 1865) كيميائي ألماني.[24]
- 31 أغسطس – كارل فون بولوف (مواليد 1846) ضابط ألماني.[25]

### سبتمبر
- 21 سبتمبر – أوجين دوهرنغ (مواليد 1833) فيلسوف ألماني.[26]
- 21 سبتمبر – إرنست كاسل (مواليد 1852)[27]
- 30 سبتمبر – أوسكار بانيتسا (مواليد 1853)

### أكتوبر
- 2 أكتوبر – وليام الثاني من فورتمبيرغ (مواليد 1848) سياسي ألماني.
- 13 أكتوبر – روبرت بونيت (مواليد 1851)[28]
- 18 أكتوبر – لودفيش الثالث ملك بافاريا (مواليد 1845)[29]

### ديسمبر
- 20 ديسمبر – يوليوس ريتشارد بتري (مواليد 1852)[23][23]
- 23 ديسمبر – فريدريش ماكس تيرش (مواليد 1852) مهندس معماري ألماني.[30]
- 29 ديسمبر – هيرمان أوتو تيودور باول (مواليد 1846)[31]